# Robin Milner
Robin Milner (Plymouth, 13 januari 1934 – Cambridge, 20 maart 2010) was een Brits informaticus. Hij is vooral bekend als de ontwikkelaar van de automatische stellingbewijzer LCF en de programmeertaal ML. Bovendien hield hij zich bezig met procescalculi, in het bijzonder de Calculus of Concurrent Systems en diens opvolger de π-Calculus.

## Leven
Robin Milner had één oudere zus. Op dertienjarige leeftijd kreeg hij een beurs voor Eton College. Tussen 1952 en 1954 vervulde hij zijn militaire dienstplicht. Daarna kreeg hij een beurs voor het King's College van de Universiteit van Cambridge, waar hij in 1957 afstudeerde. Hij werkte een paar jaar als leraar op een middelbare school en daarna als programmeur. Vanaf 1963 werkte hij als docent en later onderzoeker aan achtereenvolgens de City, University of London, Universiteit van Swansey en de Stanford-universiteit. In 1973 kreeg hij een vaste baan aan de Universiteit van Edinburgh. In 1995 keerde hij terug naar Cambridge.
Milner trouwde in 1963 en kreeg drie kinderen. Hij overleed op 20 maart 2010, drie dagen na de begrafenis van zijn vrouw.

## Wetenschappelijke prestaties
Milner is vooral bekend van drie belangrijke wetenschappelijke bijdragen:
- Hij ontwikkelde de stellingbewijzer LCF. Om bewijstactieken te programmeren, ontwierp hij de programmeertaal ML. ML is een directe voorloper van de programmeertaal OCaml, en introduceerde een statisch typesysteem dat een grote invloed op verschillende functionele programmeertalen heeft gehad, waaronder Haskell.
- Hij hield zich bezig met procescalculi, in het bijzonder de door hem ontworpen Calculus of Concurrent Systems en diens opvolger, de π-Calculus. Deze calculi worden gebruikt om concurrente (tegelijkertijd lopende) processen te beschrijven en te analyseren.
- In de laatste jaren van zijn leven ontwikkelde en analyseerde hij zogenaamde bigrafen, een algemeen berekeningsformalisme.

In 1991 ontving Milner de Turing Award, de belangrijkste prijs op het gebied van de informatica.
1966: Alan J. Perlis ·
1967: Maurice V. Wilkes ·
1968: Richard Hamming ·
1969: Marvin Minsky ·
1970: J.H. Wilkinson ·
1971: John McCarthy ·
1972: Edsger Dijkstra ·
1973: Charles W. Bachman ·
1974: Donald E. Knuth ·
1975: Allen Newell, Herbert Simon ·
1976: Michael Rabin, Dana S. Scott ·
1977: John Backus ·
1978: Robert W. Floyd ·
1979: Kenneth E. Iverson ·
1980: Tony Hoare ·
1981: Edgar F. (Ted) Codd ·
1982: Stephen A. Cook ·
1983: Ken Thompson, Dennis M. Ritchie ·
1984: Niklaus Wirth ·
1985: Richard M. Karp ·
1986: John Hopcroft, Robert Tarjan ·
1987: John Cocke ·
1988: Ivan Sutherland ·
1989: William Kahan ·
1990: Fernando J. Corbató ·
1991: Robin Milner ·
1992: Butler Lampson ·
1993: Juris Hartmanis, Richard E. Stearns ·
1994: Edward Feigenbaum, Raj Reddy ·
1995: Manuel Blum ·
1996: Amir Pnueli ·
1997: Douglas Engelbart ·
1998: Jim Gray ·
1999: Frederick P. Brooks, Jr. ·
2000: Andrew Chi-Chih Yao ·
2001: Ole-Johan Dahl, Kristen Nygaard ·
2002: Ron Rivest, Adi Shamir, Leonard M. Adleman ·
2003: Alan Kay ·
2004: Vinton G. Cerf, Robert E. Kahn ·
2005: Peter Naur ·
2006: Frances E. Allen ·
2007: Edmund M. Clarke, E. Allen Emerson, Joseph Sifakis ·
2008: Barbara Liskov ·
2009: Charles Thacker ·
2010: Leslie Valiant ·
2011: Judea Pearl ·
2012: Shafi Goldwasser, Silvio Micali ·
2013: Leslie Lamport ·
2014: Michael Stonebraker ·
2015: Martin Hellman, Whitfield Diffie ·
2016: Tim Berners-Lee ·
2017: John L. Hennessy, David Patterson ·
2018: Yoshua Bengio, Geoffrey Hinton, Yann LeCun ·
2019: Patrick M. Hanrahan, Edwin E. Catmull ·
2020: Alfred Aho, Jeffrey Ullman ·
2021: Jack Dongarra ·
2022: Robert Metcalfe ·
2023: Avi Wigderson